# Рустамбеков, Искандер-бек
 Искандер-бек Рустамбеков (азерб. İsgəndər bəy Rüstəmbəyov; 1845—1918) — азербайджанский поэт.

## Биография
Искандер бек Асад-бек оглу Рустамбеков — представитель известного в Карабахе рода Рустамбековых. Он родился в 1845 году в Шуше. Получил образование в медресе, в совершенстве владел русским и персидским языками. Позже он продолжил образование на русском языке и работал в российских государственных учреждениях.
Он был одним из самых прогрессивно мыслящих интеллигентов своего времени, новатором и свободолюбивым человеком. В течение всей своей жизни стоял на просветительских позициях, ратовал за науку, культуру, воспитание, очень часто выступал перед жителями Шуши, Агдама, призывая их к обучению и грамоте.
Искандер бек проявил большой интерес к литературе. В 1907 году он помог в подготовке к печати антологии о карабахских поэтах своему земляку — мемуаристу Мухаммед ага Муджтехидзаде. Позже сборник «Риязил ашигин» вышел в свет в прекрасном типографском исполнении в 1910 году в Стамбуле.
Искандер бек Рустамбеков прожил среди поэтов Шуши XIX века, как один из самых талантливых, имеющих свой неповторимый стиль авторов, который творил на двух языках. Причём ему одинаково хорошо удавалось писать как в классическом стиле (аруз), так и в жанре народного стихосложения.
Как и все известные карабахские писатели, он также активно посещал литературные и музыкальные собрания. Являлся членом литературного кружка Хуршудбану Натаван «Меджлиси унс». Получил известность в литературном мире как человек, стихами откликающийся на произведения своих современников, и в особенности Абдулсамед бека Ашуга. По просьбе Натаван, ответил на его очень известную в то время газель «Олурем» прекрасными стихами.
В Институте рукописей НАНА хранится его заботливо, скрупулёзно и собственноручно подготовленный, прекрасно оформленный сборник — автограф. В этот сборник вошли также прекрасные образцы творчества наших великих классиков Востока, как Низами, Хафис, известных поэтов Карабаха — Закира, Махфи, Новреса, Аси, Фена, Мехтигулу бека Вефа, Фатимы Камины, Мемо бек Мемаи и других. В сборнике также дана короткая биографическая информация.
Искандер бек Рустамбеков умер в 1918 году. Его стихотворения хранятся в архивах и личных коллекциях.